# Monumento para o Primeiro Presidente do Uzbequistão
O Monumento para o Primeiro Presidente do Uzbequistão é um monumento em homenagem ao Ex-Presidente Islam Karimov no Palácio Presidencial Oksaroy na cidade de Tasquente, a capital do Uzbequistão.

## Inauguração
Foi inaugurado pelo presidente do Uzbequistão Shavkat Mirziyoyev, e os membros da família do homenageado Islam Karimov em 31 de Agosto de 2017. Sob os sons de uma melodia silenciosa, a esposa do Primeiro Presidente Tatyana Karimova abriu o Monumento a Islam Karimov. Eles colocaram flores ao pé do monumento ao líder e prestaram homenagem à sua memória.